# Курбанов, Абдулла Абдуллаевич
Абдулла Абдуллаевич Курбанов (24 октября (6 ноября) 1914 года — 17 октября 1985 года) — советский учёный-педагог, член-корреспондент АПН РСФСР (1959), академик АПН СССР (1967), доктор педагогических наук, профессор.

## Биография
Родился в 1914 году в семье рабочего-грузчика.
Окончил Ашхабадский педагогический институт.
В 1932-1982 годах — воспитатель Ашхабадского педагогического комбината, заместитель директора Ашхабадского педрабфака, заведующий кафедры педагогики и психологии, декан факультета, заместитель директора по заочному отделению, проректор по учебного работе Туркменского государственного университета имени А. М. Горького.
Состоял в Отделении теории и истории педагогики АПН СССР.
Сфера научных интересов: туркменская филология, преподавание туркменского языка.